# Пуртова Тетяна Никифорівна
Тетяна Никифорівна Пуртова (1903, село Черновщина, тепер Жигаловського району Іркутської області, Російська Федерація — ?) — радянська діячка, 1-й секретар Високопільського районного комітету КП(б)У Херсонської області. Депутат Верховної Ради УРСР 2—3-го скликань.

## Біографія
Народилася в селянській родині. Змалку працювала в господарстві батька. Після смерті батька наймитувала у заможних селян.
У грудні 1922 року переїхала до міста Іркутська, де працювала домашньою робітницею і водночас вчилася у вечірній школі для дорослих. У 1923 році вступила до комсомолу. Потім працювала прибиральницею та одночасно навчалася на робітничому факультеті (робітфаці) в Іркутську.
Член ВКП(б) з 1928 року.
Після закінчення робітфаку навчалася в Омському сільськогосподарському інституті, який закінчила у 1932 році та здобула спеціальність інженера-землевпорядника.
Закінчивши інститут, працювала науковим співробітником Новосибірського науково-дослідного інституту соціалістичної реконструкції сільського господарства і керувала однією із груп крайового земельного управління.
У 1933—1935 роках — інженер-землевпорядник у місті Ачинську Красноярського краю РРФСР. У 1935—1938 роках — викладач, а потім директор школи підготовки колгоспних механізаторських кадрів Красноярського краю.
У 1939—1944 роках — завідувач відділу пропаганди Краснотурінського районного комітету ВКП(б) Красноярського краю; завідувач відділу пропаганди Ачинського міського комітету ВКП(б) Красноярського краю.
У 1944—1946 роках — 2-й секретар Іванівського районного комітету КП(б)У Херсонської області.
У березні 1946 — після 1951 року — 1-й секретар Високопільського районного комітету КП(б)У Херсонської області.

## Нагороди
- орден Трудового Червоного Прапора (23.01.1948)
- медаль «За доблесну працю у Великій Вітчизняній війні 1941—1945 років»
- медалі